# Vesícula sinàptica

Diagrama de la sinapsi, el núm.2 mostra la vesícula sinàptica.

Les vesícules sinàptiques o vesícules neurotransmissores són petites esferes formades per part de la membrana plasmàtica, que estan ubicades en l'extrem dels axons a les neurones del sistema nerviós. Mesuren d'uns 10 a 20 nanòmetres i en l'encèfal humà és d'uns 39,5 nanòmetres. Tenen el paper de la secreció d'una substància transmissora o un neurotransmissor.
En una neurona les vesícules sinàptiques emmagatzemen diversos neurotransmissors que són alliberats per exocitosi a la sinapsi química. Aquest alliberament és regulat per un canal de calci depenent del voltatge. Les vesícules sinàptiques són essencials per a propagar l'impuls nerviós entre les neurones i constantment es recreen en la cèl·lula.

## Formació i composició
Les vesícules sinàptiques són relativament senzilles perquè només hi caben poques proteïnes dins una esfera de 40 nm de diàmetre. Les vesícules purificades tenen una relació de proteïnes:fosfolípids d'1:3 amb una composició de lípids amb el 40% de fosfatidilcolina, 32% fosfatidiletanolamina, 12% fosfatidilserina, 5% fosfatidilinositol, i 10% de colesterol.
Les vesícules sinàptiques contenen sempre proteïnes de transport i proteïnes de trànsit.
Se sap que algunes neurotoxines, com la batracotoxina, destrueixen les vesícules sinàptiques. La toxina del tètanus danya les proteïnes de membrana associades a la vesícula (vesicle-associated membrane proteins, o VAMP), un tipus de proteïnes v-SNARE, mentre que les toxines botulíniques fan malbé les t-SNARES i les v-SNARES i, per tant, inhibeixen la transmissió sinàptica. Una toxina d'una aranya anomenada alfa-Latrotoxina danya aquestes vesícules i causa un alliberament massiu de neurotransmissors.

## Formació vesícules sinàptiques
A més del transport cel·lular que tenen totes les cèl·lules, les cèl·lules nervioses (i les de l'epiteli intestinal), a més, fan ús d'una altra classe especialitzada de vesícules secretores anomenades vesícules sinàptiques, es generen d'una manera diferent.
En les cèl·lules nervioses, aquestes vesícules emmagatzemen petites molècules de neurotransmissors, com l'acetilcolina, el glutamat, la glicina i l'àcid g-aminobutírico (GABA), que intervenen en la senyalització ràpida de cèl·lula  a cèl·lula en sinapsis químiques.
Les vesícules s'activen per alliberar els seus continguts quan un potencial d'acció arriba a una terminal nerviosa (Els potencials d'acció arriben molt ràpid, fins a 1000 vegades per segon). Aquest llançament ràpid és possible perquè algunes de les vesícules ja estan acoblades i preparades per a la fusió, que es produirà quan un potencial d'acció provoqui una afluència de Ca2+ a la terminal.
Només una petita proporció de les vesícules sinàptiques a la terminal nerviosa es fonen amb la membrana plasmàtica en resposta a cada potencial d'acció. Perquè la terminal nerviosa respongui ràpidament, les vesícules s'han d'anar reemplaçant molt ràpidament després de la seva descàrrega. D'aquesta manera, la major part de les vesícules sinàptiques no es generen a partir de la membrana de Golgi del cos de les cèl·lules nervioses, sinó pel reciclatge local de la membrana plasmàtica a les terminals nervioses.
Es pensa que els components de membrana de les vesícules sinàptiques són inicialment lliurats a la membrana plasmàtica per la via secretora constitutiva i després recuperats per endocitosis. Però, en comptes de fusionar-se amb els endosomes, la majoria de les vesícules endocítiques omplen immediatament el transmissor per convertir-se en vesícules sinàptiques.
Es produeixen vesícules al mateix lloc on es fusionen.
Els components de membrana d'una vesícula sinàptica inclouen proteïnes transportadores especialitzades per a l'absorció del neurotransmissor des del citosol, on es sintetitzen els neurotransmissors de molècules petites que intervenen en la senyalització sinàptica ràpida. Un cop omplert de neurotransmissor, les vesícules tornen a la membrana plasmàtica, on esperen fins que la cèl·lula sigui estimulada. Després d'haver alliberat els seus continguts, els seus components de membrana es recuperen de la mateixa manera i es tornen a utilitzar.